# Kodeks 063
Kodeks 063 (Gregory-Aland no. 063), ε 64 (Soden) – grecki kodeks uncjalny Nowego Testamentu, paleograficznie datowanym na IX wiek. Do naszych czasów zachowały się 22 pergaminowe karty kodeksu (26 na 19 cm), z tekstem Łk 16 – J 6 (z lukami). Tekst pisany jest w dwóch kolumnach na stronę, 37 linijek w kolumnie.

## Opis
Kodeks został podzielony. Obecnie 14 jego kart kodeksu przechowywanych jest w klasztorze Watopedi (1219) na Górze Athos, 6 zaś kart w Muzeum Historii Moskwy (V 137, 181). Ponadto 2 karty zostały skatalogowane pod numerem 0117 przechowywane są we Francuskiej Bibliotece Narodowej (Suppl. Gr. 1155, II).
Grecki tekst kodeksu przekazuje Tekst bizantyjski. Kurt Aland zaklasyfikował go do kategorii V.
Zawiera
Łukasz 16,19-18,14; 18,36-19,44; 20,19-23; 20,36-21,20; 22,6-30; 22,53-24,20.41-fin.;
Jan 1,1-3,34; 4,45-6,29.